# Antonio Martín Martínez
Antonio Martín Martínez   (Sevilla, 1 de juliol de 1939) és un historiador i editor de còmic espanyol. Juntament amb Luis Gasca i Antonio Lara, pertany a la primera generació espanyola de teòrics del còmic.
Entre les dècades dels 1960 i 1980 va portar a terme una frenètica activitat d'investigació, agitació i promoció del còmic autòcton, fundant col·lectius com el Grupo de Estudios de las Literaturas Populares y de la Imagen (GELPI, 1968), l'Asociación de Críticos y Estudiosos Españoles del Cómic (1972) o el Colectivo de la Historieta (1976), i dirigint les revistes Bang! (1968-1977), els Fascículos de la Imagen (1973-1974) o el suplement Comics Fanzine (1983-85), a més de tenir un paper cabdal en el naixement de Butifarra! (1975-1979), revista que deu el seu nom al propi Martín. Addicionalment, els seus estudis d'investigació de la història del còmic autòcton publicats durant aquesta època foren pioners a Espanya i han esdevingut obres de referència de la història del còmic espanyol.
Els anys 1980 fou un dels impulsors del Saló Internacional del Còmic de Barcelona, sent-ne membre del comitè organitzador durant les seves primeres edicions. Seguidament, i ja sota sota la tutela de Ficomic, va romandre al comitè executiu del Saló fins al 1999.
Pel que fa a l'àmbit professional en el món editorial del còmic, de la seva extensa carrera en destaca el seu pas per Forum, editorial que va dirigir entre 1982 i 2000. L'empremta de Martín va quedar reflectida en la qualitat tècnica i selectiva del material publicat, dignificant així l'edició dels còmics de Marvel a Espanya, que havien sigut publicats anteriorment per les editorials Vértice o Bruguera amb grans dèficits. Martín també va obrir les portes als joves talents autòctons i va estrenar seccions de correspondència amb el lector, amb una línia directa de comunicació inclosa.
Martín fou també un editor pioner en la publicació de manga, esdevenint un dels primers editors a introduir el còmic japonès a Espanya a principis dels anys 1990. Sota la seva direcció, Planeta DeAgostini Comics va esdevenir una de les editorials més importants de manga. També, té el mèrit d'haver sigut el primer editor occidental en publicar l'arxiconeguda sèrie Bola de Drac.
El 2021 fou guardonat amb el Gran Premi del Saló del Còmic de Barcelona pel seu treball de recerca, dignificació i divulgació del còmic al llarg de tota la seva vida.

## Biografia

### Infància i joventut
Els anys 1950, Martín va tenir el primer contacte amb el món del còmic, llegint sobretot tebeos espanyols que sovint es comprava al mercat del Rastro de Madrid, però també llegint títols de DC com Flash, Aquaman, Superman, Congo Bill o Tommy Tomorrow.
Entre 1957 i 1963 estudià Història Contemporània i Periodisme a la Universitat de Madrid, època fonamental en la qual va fer molta recerca a l'Hemeroteca Nacional de Madrid, que li serviria per publicar més tard el llibre Apuntes para una historia de los tebeos, 1833-1963. Seguidament, es va especialitzar a l'Escola Oficial de Periodisme, titulant-se en Tècnic de Premsa Infantil i Juvenil.
Durant aquesta època va col·laborar amb diverses revistes, com Cuto de Luis Gasca, La Estafeta Literaria, Índice, Gaceta de la Prensa Española o Triunfo.

#### Apunts per a una història dels tebeos
Entre 1967 i 1968 va publicar per entregues el llibre Apuntes para una historia de los tebeos, 1833-1963. Les quatre parts del llibre van aparèixer entre els números 194 i 197 de la Revista de Educación del Ministeri d'Educació. Centrada en l'anàlisi i estudi dels còmics publicats a Espanya entre 1833 i 1963, la importància d'aquesta publicació es deu a l'escassa o inexistent bibliografia publicada fins aleshores sobre el còmic autòcton. Per la seva rellevància, el llibre fou reeditat el 1993 per l'equip Grafito dirigit per Jesús Cuadrado, publicant-se a la col·lecció Los Mamotretos de Grafito i amb pròleg del guionista Felipe Hernández Cava. L'any 2000 el llibre va tornar a ser reeditat, en aquesta ocasió per Glénat, en una versió esmenada i ampliada respecte a l'original.

#### El naixement de GELPI i la revistaBang!
A semblança d'iniciatives franceses contemporànies com les de Francis Lacassin i Claude Moliterni, el 1968 va cofundar amb el catedràtic Antonio Lara el Grupo de Estudios de las Literaturas Populares y de la Imagen (GELPI), un col·lectiu d'investigadors interessats per la cultura popular en les seves diverses manifestacions. Aquest grup destaca per haver dictaminat l'any 1996 que el primer còmic publicat a Espanya data del 1873, obra dels autors Cubas i Josep Lluís Pellicer i aparegut a la capçalera El Mundo Cómico.
També, GELPI va editar els quaderns d'informació i estudi de la historieta Bang! (1968-1977). En els seus inicis, la publicació fou dirigida per Lara i Martín, quedant exclusivament a les mans de Martín a partir del número 2. A partir del número 3, Martin Editor va assuminr-ne l'edició i la revista es va continuar publicant, ja des de Barcelona, fins a l'any 1977.

### Barcelona: els primers passos com a tècnic editorial (1969-1982)
Per motius laborals, el 1969 Martín es mudà a Barcelona, ciutat en la qual viuria les primeres experiències en el món editorial del tebeo. Martín es va estrenar com a redactor en cap a la revista Gaceta Junior, un càrrec que va acceptar després d'un efímer pas per Bruguera, editorial a la qual s'hi havia incorporat com a assistent del director Rafael González, però amb la qual va tenir des de bon principi un gran disgust. La seva incorporació a Gaceta Junior va coincidir amb un punt d'inflexlió de la revista, que pretenia renovar-se de dalt a baix tot començant a introduir molt més còmic de producció espanyola. D'aquesta manera, Gaceta Junior volia deixar de ser una mera còpia de la revista francobelga Tintín o l'italiana Corriere dei Picoli, tal com havia estat el cas en els seus inicis. Martín es va responsabilitzar de la nova secció "Magos de la historieta". No obstant, ja aleshores la revista arrossegava massa pèrdues i va acabar tancant només un any després.

Logotip de Superlópez.

Martín va dirigir i coordinar en aquesta època el suplement infantil del Diario de Barcelona, per passar a treballar posteriorment per les agències de còmic Comundi i Servinter. Amb aquesta experiència, s'incorporà tot seguit a l'editorial Euredit, tot estrenant-se com a director editorial. Aquest breu pas per Euredit destaca pel surgiment de la col·lecció Humor Siglo XX, en la qual es van publicar còmics d'Alfons Figueras, Manel Ferrer, Ventura & Nieto, Bernet Toledano i, sobretot, de Jan, que especialment per a aquesta col·lecció va crear el personatge de Superlópez. Nascut com un encàrrec de Martín a Jan, aquest primerenc còmic de Superlópez ja pretenia ser una paròdia de Superman i fou publicat sense text, que era el requisit de la col·lecció d'Euredit, un recull d'històries d'humor mudes.
Un cop abandonat el seu càrrec a Euredit, el 1973 Martín va posar el seu primer peu a l'Editorial Planeta, incorporant-s'hi inicialment com a col·laborador extern de l'equip del segell Pala (propietat de Planeta), que aleshores publicava algunes col·leccions de còmic sota la direcció de Luís Gasca.
És també durant aquesta època, que Martín va col·laborar amb altres editorials, com per exemple Santillana, Ibero Mundial o Garbo, destacant aquesta darrera pel llançament de la revista de còmics Spirit el 1975.

#### Dignificació, divulgació i passió pel mitjà
Des de Barcelona, Martín va combinar la seva activitat professional a Planeta amb una intensa i persistent tasca de difusió, promoció i recerca del còmic.
D'una banda, va prosseguir la seva llavor de teòric i divulgador continuant editant la revista Bang! així com el Boletín Informativo Bang!, a més de col·laborar amb la revista teòrica Xanadú (1971-1972). Tot seguit, va fundar i dirigir la sèrie autoeditada Fascículos de la Imagen (1973-1974) que, malgrat la seva efímera durada de només tres números, va voler rescatar, analitzar i contextualitzar a sèries clàssiques d'autors espanyols. Les tres úniques entregues foren dedicades als autors F. Hidalgo (Doctor Niebla), Gabi (La isla del espanto pequeñito) i Eugeni Giner (El Inspector Dan en el Museo Siniestro), respectivament. Durant aquesta època, Martín també anava preparant el llibre Historia del Cómic Español, el qual acabaria veient la llum el 1978.
D'altra banda, pel que fa al camp associatiu, tot seguint el camí iniciat el 1968 amb el naixement de GELPI, Martín va participar activament en els primers intents aglutinadors dels professionals de la crítica i estudi del còmic. És així com el 1972 va tenir lloc un primer intent de constitució d'una associació nacional d'investigadors i teòrics del còmic, anomenada Asociación de Críticos y Estudiosos Españoles del Cómic (Acriescom), fundada per Ignacion Fontes, Pedro Tabernero, Jesús Cuadrado i Pacho Fernández Larrondo, a més del propi Martín. La fundació d'aquesta associació és considerada com la primera temptativa conscient de constitució d'una associació nacional dels intel·lectuals dedicats específicament a la crítica i estudi del mitjà. Fallit aquest primer projecte, la següent temptativa d'unió gremial va arribar el 1983, amb la fundació de l'Asociación de Escritores sobre la Historieta (Aseshi), que no obstant també es va acabar dissolent al cap de només un any.
El 1975 va tenir un paper fonamental en el naixement de la revista d'humor contestatari Butifarra!, proveint tota mena de contactes al seu director, Alfons López, que va conèixer així al divulgador Juanjo Sarto o al guionista Francisco Pérez Navarro, a més d'altres membres pertanyents al cercle del Club DHIN. A més a més, el nom de la revista, que fa referència a l'expressió castellanitzada de «fer botifarra», fou idea de Martín.
Just abans de la desaparició de Bang!, el 1976 Martín va fundar un nou col·lectiu, en aquesta ocasió el Colectivo de la Historieta, una agrupació de dibuixants, guionistes i teòrics que va intentar renovar el còmic autòcton. D'aquest grup en va germinar la revista Trocha, de la qual se'n van publicar vuit números, reanomenant-se a Troya a partir del segon número.

#### La història del còmic espanyol
A Barcelona, la seva dedicació professional en el món editorial del còmic a partir del 1969 no va impedir que abandonés la seva tasca investigadora. Així, el 1978 va veure la llum la Historia del comic espanyol: 1875-1939 (Editorial Gustavo Gili), una obra indispensable per conèixer el període inicial del còmic espanyol i considerada tan fonamental com el seu primerenc treball Apuntes para una historia de los tebeos, 1833-1963. El llibre ha esdevingut un referent per als investigadors del 9è art i en ell Martín constata que el primer còmic espanyol data de 1875, d'autor anònim i publicat amb el títol Un drama desconozido al número de gener de la revista Los Niños dirigida per Carlos Frontaura.

### Director Editorial de Forum (1982-2000)

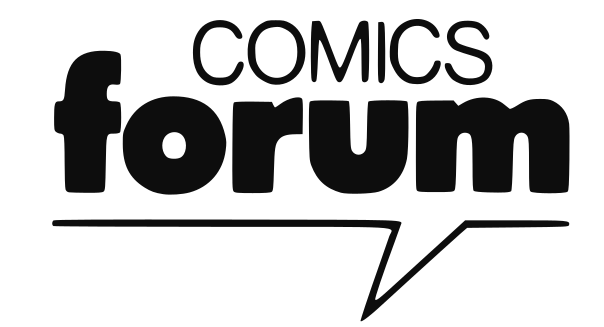
Logotip de Comics Forum, obra de Pere Olivé.

El 1982, José Manuel Lara Bosch va nomenar a Martín Director Editorial d'Edicions Forum per tal de publicar tres sèries de còmics Marvel, els drets de les quals l'editorial barcelonina venia d'adquirir a la Fira de Frankfurt. Fou així com a partir de 1983 i sota la responsabilitat de l'equip de redacció encapçalat per Martín, Forum comencà à publicar des de Barcelona els primers números de Spider-Man, Hulk i Conan el Bàrbar. L'equip dirigit per Martín era petit en el seu inici, de només quatre persones, però es va anar ampliant al llarg del temps a mesura que el número de sèries publicades va anar augmentant, fins a depassar la cinquantena. Alguns dels destacats membres amb qui va coincidir a l'equip foren Pere Olivé, Francisco Pérez Navarro, Antoni Guiral o Cels Piñol.
Encara el 1983, amb l'editorial recent arrancada, Martín va proposar al grup editorial d'ampliar aquestes tres sèries de Forum, a les quals s'hi van afegir The fantastic four, The Avengers, Daredevil i The Mighty Thor.
A partir del 1985, amb la pèrdua dels drets d'autors de Marvel per part d'Ediciones Surco (successora de Vértice), Forum va poder estendre il·limitadament el ventall de sèries protagonitzades per superherois, quedant a les seves mans el fons editorial complet de Marvel. Es van anar multiplicant, així, els còmics de superherois estatunidencs publicats per Forum. No obstant, Martín no va voler descuidar mai els autors autòctons, incloent a les seves publicacions còmics d'autors com Salvador Larroca, Juanjo Guarnido o Carlos Pacheco, destacant aquest darrer pel còmic American soldier.
Malgrat que Forum fou sobretot coneguda per editar còmics de Marvel, sota la direcció de Martín el segell de Planeta va publicar també alguns còmics de la rival DC Comics, a més de còmics pertanyents a d'altres empreses nortamericanes com Mattel, Hanna-Barbera, Henson Associates, Spielberg Productions, King Features Syndicate o Lucasfilm. A més a més també va publicar a editorials petites o independents, com Conan Properties Inc., Dark Horse Comics, First Comic, Eclipse Comics, Image Comics, Top Cow Productions, WildStorm, Todd MacFarlane Productions, Awesome o Sergio Aragonés.
Per tal de no mesclar aquests còmics amb el material de Marvel, Forum va utilitzar el segell "World Comics" per als còmics d'origen independent com Image, Dark Horse, WildStorm o Topps, entre d'altres. De la mateixa manera, pel manga Forum es va reservar l'etiqueta "PlanetaDeAgostini Comics".
A partir de 1990 el total de sèries mensuals publicades per Forum ja havia ascendit a més de 50.

#### L'aventura indie: des de la penombra (1989-1992)

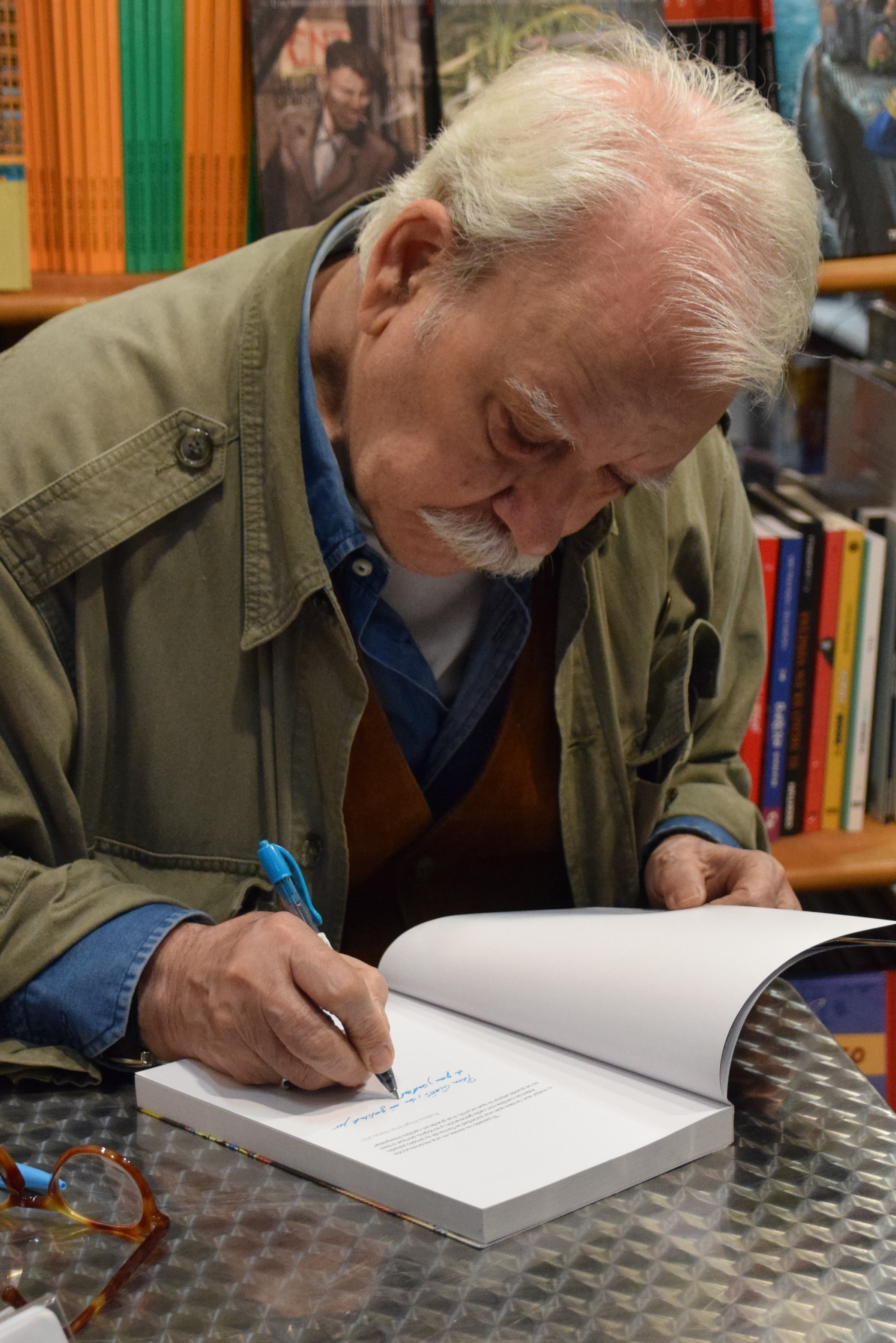
Antonio Martín firmant exemplars del seu llibre a l'estand de Continuarà Còmics del Saló del Còmic de Barcelona (2022).

Malgrat disposar de l'ampli fons editorial de Marvel, Martín va voler diversificar l'oferta de còmics publicats per Forum, tot perseguint dos objectius. En primer lloc, volia evitar dependre exclusivament de Marvel; en segon lloc, pretenia arribar així a un públic més ampli. Fou d'aquesta manera com entre 1988 i 1989, Martín va emprendre negociacions amb les editorials nord-americanes First Publishing, la qual editava les tortugues Ninja d'Eastman i Laird; i Eclipse Comics, que comptava amb autors de renom com Alan Moore, Scott McCloud, Alan Davis o Bill Sienkiewicz.
De les negociancions amb First Publishing en va resultar l'edició de quatre novel·les gràfiques de les tortuges ninja el 1990, que es publicaven per primer cop a Espanya. D’altra banda, de les negociacions amb l'editor Mullawey, d'Eclipse, en va resultar la publicació d’un total de nou sèries, publicades a partir de 1990. Aquestes sèries foren Miracleman, Lost Planet, Liberty Project, Airboy, Total Eclipse, Scout, Valkiria, Zot! i Alien Dossiers.
Martín es va responsabilitzar de la columna d'opinió "Desde la penumbra", la qual fou publicada a les nous col·leccions dels còmics Eclipse entre 1990 i 1992. La columna es compon d'un total de 62 articles.
La darrera sèrie publicada d'Eclipse fou Zot!. La seva clausura el 1992 va posar fi al fracàs comercial que va suposar per a Planeta DeAgostini l'edició dels Còmics Eclipse, que no van tenir l'èxit de vendes esperat. Aquesta etapa Martín l'explica amb detall al llibre Desde la Penumbra. Eclipse en Cómics Forum 1989-1992 (Plan B Publicaciones, 2021).

#### Bola de Drac: el despertar del manga
El 1991, pràcticament amb la clausura de les sèries d'Eclipse i les companyies independents dels Estats Units, Martín va centrar els esforços en iniciar una línia de manga. Amb aquest propòsit, Forum va estrenar un nou segell, anomenat "PlanetaDeAgostini Comics", amb el qual publicaria tot el còmic d'origen japonès. La marca "Forum" va quedar així pràcticament reservada a la publicació dels còmics de Marvel.
L'experiència de Martín amb el manga no era del tot nova. Es dona el cas que el 1968 havia col·laborat amb la revista Cavall Fort amb una contribució anomenada "Mostra del Còmic Mundial". Aquesta mostra, publicada als números 137 i 138 de la revista catalana, incloïa una pàgina de la sèrie Tonda Haneko Jō (とんだはね子嬢, traducció literal: "La senyoreta Haneko Tonda") de 1928 de l'autor Rakuten Kitazawa. Com a curiositat, aquest còmic de Kitazawa és reivindicat com el primer manga publicat a Espanya.
Més enllà d'aquesta anècdota, el tret de sortida de la línea manga impulsada per Martín des de Comics Forum a principis dels anys 1990 foren els còmics Crying Freeman (Shogakukan) i El Puño de la Estrella del Norte (Shūeisha), publicats ambdós a l'abril de 1992. Es tractava de dos còmics que, malgrat ser japonesos, Martín havia contractat directament amb Viz Comunications, empresa americana responsable de comercialitzar manga als EEUU i dipositària dels drets editorials a occident. Aquest primerenc manga fou publicat encara en format comic book i lectura occidentalitzada d'esquerra a dreta. A aquests dos títols s'hi va afegir la publicació de Bola de Drac, d'Akira Toriyama i, amb el temps, la línia va anar creixent fins al punt que Forum va acabar esdevenint l'editorial de manga més important dels anys 1990.
El títol estrella de la nova línia fou per descomptat Bola de Drac, l'anime del qual s'havia començat a retransmetre per TV3 a partir de febrer de 1990, assolint un èxit sense precedents. De fet, l'èxit de la sèrie a Catalunya, va elevar Bola de Drac fins i tot a la categoria de fenomen social. És precisament degut a aquest fet, que de seguida Martín es va plantejar l'objectiu d'aconseguir els drets d'autor del manga de Bola de Drac. El projecte va rebre una empenta decisiva de part de l'Alfons Moliné, que va entregar a Martín un manga original de Bola de Drac, amb els crèdits i la direcció de l'editorial japonesa Shūeisha. Els contactes i les negociacions a partir d'aleshores foren especialment enrevessades i llargues, entre altres motius degut a problemes de comunicació i al fet que era la primera vegada que Shūeisha venia els drets editorials del manga Bola de Drac a occident.
Superats tots els entrebancs, el primer número de Bola de Drac va acabar sortint el 6 de maig de 1992, coincidint amb la celebració del Saló Internacional del Còmic de Barcelona, i editant-se paral·lelament en català a Catalunya i en castellà a la resta d'Espanya. En el seu inici, l'edició en català va arribar a assolir tirades de 85.000 exemplars per número, xifra molt superior a l'assolida en versió castellana. No obtant, aquesta relació es va anar inventint amb el temps.
Des de la seva estrena el 1992, Bola de Drac ha romàs un gran èxit comercial i una sòlida font d'ingressos per Planeta DeAgostini.

#### L'última etapa a Forum
A mitjans dels anys 1990, el clàssic format de grapa reservat a les sèries de superherois va anar convivint cada cop més amb el surgiment de còmics publicats en format de novel·la gràfica. L'edició sota aquest format, més costós, no només pretenia oferir més qualitat sinó també arribar a un lector més madur i amb més poder adquisitiu, introduint el còmic a les llibreries generals i establiments no especialitzats en còmic.
Ja fos sota el segell "Forum", "Planeta DeAgostini" o demés, sota la direcció de Martín Comics Forum llançà al mercat obres com Stray toasters (1995) de Bill Sienkiewicz, El artefacto perverso (1996) de Felipe Hernández Cava i Federico del Barrio, Concrete (1998) de Paul Chadwick, Fax from Sarajevo (1999) de Joe Kubert, Adolf (2000) d'Osamu Tezuka o From Hell (2000) d'Alan Moore i E. Campbell.
La qualitat tant de l'obra com de la cuidada edició de El artefacto perverso fou recompensada amb el premi a la millor obra del Saló del Còmic de Barcelona de 1997. Així mateix, les obres Adolf (2000) i From Hell (2000) foren ambdues nominades al premi a la millor obra estrangera del Saló del Còmic de 2001.
El 1996, Martín va voler donar un impuls definitiu al còmic autòcton. No conforme amb la mera edició de còmic de procedència internacional i amb l'imprescindible suport de l'Antoni Guiral, van concebre la Línia Laberinto. Sota aquest segell, Forum va publicar l'obra d'autors autòctons en format comic book de temàtiques diverses com el terror, la ciència-ficció o els superherois. L'empresa no fou fàcil degut a la política de baixos costos de Planeta DeAgostini, que va imposar com a condició que l'edició d'aquesta línia no podia tenir despeses superiors a l'edició d'un còmic Marvel. El segell Laberinto es va estrenar el 1996 i va comptar amb diverses sèries d'èxit. No obstant, només va poder sobreviure tres anys abans de la seva clausura el 1999.
L'any 2000, Martín va publicar un nou llibre sobre història del novè art, titulat Los inventores del Cómic español, 1873-1900. El llibre formava part de la recent estrenada col·lecció Moebius, integrada per monografies de pioners de la historieta. Estava previst que d'altres títols fossin dedicats a autors com Apel·les Mestres, Ricard Opisso o Mecachis, entre d'altres. No obstant, la col·lecció va quedar interrompuda degut a la promoció de Martín, que fou ascendit a director editorial Adjunt de la Direcció General de Planeta DeAgostini, deixant així el seu càrrec de Director Editorial de la línia de còmics.
Fou en aquesta època que es va generar una polèmica en el món del còmic arran d'unes vinyetes de David Ramírez publicades a la secció Haciendo amigos, una sèrie d'humor sovint corrosiu de la revista Dolmen. L'incident, en el qual també s'hi va veure involucrat Cels Piñol, va acabar amb una denúncia per part de Martín contra David Ramírez. Els tribunals van donar la raó a Martín, que fou indemnitzat econòmicament degut als insults i ofenses que contenia el còmic.

### Darrers anys
Rescindit el seu contracte amb Planeta, Antonio Martín va passar a treballar d'assessor per a d'altres editorials. Per exemple, va col·laborar amb Joan Navarro a l'editorial Glénat.
El 2021 fou guardonat amb el Gran Premi del Saló del Còmic de Barcelona pel seu permanent i llarg treball de recerca, dignificació i divulgació del còmic. Era la segona ocasió en la qual el Saló del Còmic retia homenatge a Martín. El primer cop havia sigut a la cinquena edició del Saló del Còmic (1985), que atorgà a Martín el Premi a la millor divulgació en una època en la qual Ficomic encara no era l'organitzador del certamen.
La decisió d'atorgar el Gran Premi a un antic editor i divulgador va ser molt criticada per un gran nombre d'autors, en desacord amb el dictamen del jurat i de Ficomic. El col·lectiu d'autors va redactar un manifest en contra del premi, qualificant la decisió de "sorprenent canvi de criteri". Així mateix, retreien a Martín l'incident amb David Ramírez ocorregut més de vint anys enrere. Malgrat tot, Ficomic es va mantenir ferma en la seva postura, recolzant en tot moment a Martín.
Poc després d'aquesta polèmica sortia a la llum un nou llibre de Martín, en aquesta ocasió de gènere autobiogràfic. Titulat Desde la Penumbra: Eclipse en Comics Forum 1989-1992 (Plan B Publicaciones), Martín explica en aquest llibre la seva experiència amb l'edició dels còmics Eclipse, la qual va representar un fracàs comercial. Addicionalment, comprèn també una antologia dels articles de la columna Desde la Penumbra, publicada als còmics d'Eclipse. El llibre fou publicat a títol de preàmbul d'una obra més ambiciosa, que previsiblement comprendrà la història sensera de Comics Forum sota la direcció de Martín.
Paral·lelament, Martín també està treballant en la publicació d'un altre llibre de caràcter autobiogràfic, en aquesta ocasió entorn del manga Bola de Drac. El títol previst pel llibre és Mi Dragon Ball. Una aventura editorial...

## Premis i reconeixements
- 1985 - Premi a la millor recerca del Saló Internacional del Còmic de Barcelona.[43]
- 2021 - Gran Premi del Saló del Còmic de Barcelona.[5]

## Ponències i taules rodones al Saló Internacional del Còmic de Barcelona (selecció)
| Any  | Edició del Saló    | Títol de la ponència/taula rodona |
| ---- | ------------------ | --- |
| 1981 | 1er Saló del Còmic | La història de la historieta a Espanya |
| 1981 | 1er Saló del Còmic | Situació comparada del mercat nacional i estranger amb Josep Toutain i M. Dionnet (director de Métal Hurlant)                                                                           |
| 1990 | 8è Saló del Còmic  | 50 anys de Spirit amb Antoni Guiral |
| 1990 | 8è Saló del Còmic  | Taula rodona: 20 anys de Marvel a Espanya amb Efepé, Lorenzo Díaz i Roque González |
| 1992 | 10è Saló del Còmic | El fenomen de Bola de Drac amb Olguer Sarsanedas, Àlex Samaranch, F. Pérez Navarro i Jordi Costa                                                                                        |
| 1992 | 10è Saló del Còmic | Desè aniversari de còmics Forum. Persentació de la sèrie Bola de Drac amb Juanjo Sarto i Alfredo Castelli                                                                               |
| 2006 | 24è Saló del Còmic | La recuperació de la memòria històrica amb Dolors Genovés (periodista d'investigació), Gabriel Cardona (historiador), Juste de Nin, Miguel Gallardo i Neus Català. Modera: Juanjo Sarto |
| 2013 | 31è Saló del Còmic | La crítica de còmics a Espanya: del consum pop a l'assaig literari amb Javier Calvo, Daniel Fernández Castany i Eloy Fernández Porta. Modera: Breixo Harguindey                         |
| 2014 | 32è Saló del Còmic | Les Brigades Internacionals al còmic amb Ángel Arjona. Modera: Vicent Sanchis |

## Exposicions comissariades (selecció)
- 1970 – Los tebeos de ayer a hoy (Dirección General de Prensa del Ministerio de Información y Turismo).
- 1976 – Còmic i Comunicació (Institut d'Estudios Italians / Fundació Joan Miró).
- 1977 – Cuarenta años de Cómic político en España (Col·legi d'Arquitectes de Catalunya i Balears).
- 1977 – Tebeos para después de una Guerra (Fundació Joan Miró).
- 1982 – El nacimiento del Cómic español, 1875-1917 (Primeras Jornadas Culturales del Cómic de Zaragoza / Ajuntament de Saragossa).
- 1982 – Los tebeos de la Guerra Civil, 1936-1939 (Primeras Jornadas Culturales del Cómic de Zaragoza / Ajuntament de Saragossa).
- 1983 – Mostra de la Historieta d'Expressió Catalana (Generalitat de Catalunya), juntament amb Alfons López.
- 2000 – Tebeos para después de un Guerra (Concello de A Coruña).
- 2006 - La Guerra de Paper, 1936-1939: Els còmics de la Guerra Civil Espanyola (24è Saló del Còmic de Barcelona).
- 2006 - La Gàbia de la Memòria, 1936-1939: Una reflexió sobre la Guerra Civil espanyola (24è Saló del Còmic de Barcelona).
- 2006 - La Guerra de Paper. 1936-1939: Els còmics en la Guerra Civil Espanyola. Patrocinada per l'Ajuntament de Cornellà de Llobregat. Sala d'exposicions Joan N. Garcia Nieto. Cornellà de Llobregat, del 24.10 al 12.11.2006.
- 2012 - Dragon Ball, Aniversari 20 Anys a España. XVIII Saló del Manga de Barcelona, Barcelona, de l'1 al 4 de novembre de 2012.

## Obra

### Publicacions monogràfiques
- Teoría y técnica de la Prensa Infantil y Juvenil. Ministeri de'Informació iTurisme. Obra col·lectiva, 1966.
- Prensa Infantil y Juvenil. Pasado y presente. Ministeri de'Informació iTurisme. Obra col·lectiva, 1967.
- Apuntes para una Historia de los tebeos, 1833-1963. Ministeri d'Educació i Ciències. Revista de Educación, núms. 194-197, Madrid, 1967.
- Antología SF del Cómic Español. Cincuenta años de historietas españolas de Ciencia-Ficción. Martín Editor: Temas Monográficos de las Literaturas Populares y de la Imagen, nr. 0, Barcelona, 1973.
- Historia del Cómic español, 1875-1939 (Editorial Gustavo Gili: Colección Comunicación Visual, Barcelona, 1978.
- Carlos Giménez. Editorial Norma, col·lecció Un hombre, mil imágenes, nr. 1). Obra col·lectiva, 1982.
- Tebeos: los primeros cien años (Biblioteca Nacional / Anaya. Obra col·lectiva, 1997.
- Notas sobre el nacimiento del Cómic en España, 1873-1900. Vub-press / Vub University Press, Bruxelles. Obra col·lectiva Forging a new medium. The Comic Strip in the ninteenth century, 1998.
- Los inventores del Cómic español, 1873-1900. Planeta-DeAgostini], col·lecció Moebius, Sèrie Antología / Pioneros de la Historieta, nr. 1, 2000.
- Apuntes para una Historia de los tebeos, 1833-1900. Glénat, col·lecció Viñetas, nr. 1, Barcelona, 2000.
- Desde la Penumbra: Eclipse en Comics Forum 1989-1992. Plan B Publicaciones, S.L, 2021. ISBN 978-8418510816.

### Columnes
- 1967 – Documentación y Bibliografía (a Gaceta de la Prensa española; i a la revista Bang!, revistas y boletines el 1968).
- 1968 – Mostra del Cómic Internacional (a la revista Cavall Fort).
- 1969 – Magos de la Historieta (a Gaceta Junior).
- 1970 – Museo de la Historieta (a la revista Bang!).
- 1971 – Museo de los tebeos (a la revista Bang!).
- 1971 – Cómic Terror (a Terror Fantastic).
- 1980 – Indeterminada (al Diario de Barcelona).
- 1980 – Historia del dibujante de Cómic español (a Comix Internacional i Ilustración, juntament amb Josep Toutain).
- 1989 – Desde la penumbra (en diversos còmics Eclipse del segell Planeta).
- 1993 – Los tebeos de mamá (a Barbie, segona època).
- 1995 – Viñetas caídas (a Slumberland-Slumber).